# 오스트레일리아 왕립 공군대학
왕립 오스트레일리아 공군국방항공참모대학교(Royal Australian Air Force College)는 오스트레일리아 뉴사우스웨일스주 와가와가에 소재한 공군군사참모대학교인데 1947년 8월 1일, 첫 개교되었다.

## 같이 보기
- 오스트레일리아 공군사관학교
- 오스트레일리아 육군참모대학교
- 오스트레일리아 해군지휘참모대학교
- 오스트레일리아 국방참모대학교